# Anthurium pageanum
Anthurium pageanum är en kallaväxtart som beskrevs av Thomas Bernard Croat. Anthurium pageanum ingår i släktet Anthurium och familjen kallaväxter. Inga underarter finns listade.